# Sự chiếm đoạt xanh
Sự chiếm đoạt xanh là hành vi chiếm đoạt đất đai và tài nguyên của nước ngoài cho các mục đích môi trường, dẫn đến một mô hình phát triển bất công. Mục đích của sự chiếm đoạt xanh rất đa dạng; nó có thể được thưc hiện cho du lịch sinh thái, bảo tồn đa dạng sinh học hoặc các dịch vụ hệ sinh thái, nhằm kinh doanh khí thải carbon hoặc sản xuất nhiên liệu sinh học. Nó liên quan đến chính phủ, tổ chức phi chính phủ và các tập đoàn, thường làm việc trong các liên minh. Việc chiếm đoạt xanh có thể dẫn đến việc cư dân địa phương phải di dời khỏi vùng đất nơi họ sinh sống hoặc kiếm kế sinh nhai.

## Định nghĩa và mục đích
"Sự chiếm đoạt xanh" lần đầu tiên được đặt ra vào năm 2008 bởi nhà báo John Vidal, trong một tác phẩm xuất hiện trên tờ The Guardian, tên là "The great green grabbing". Nhà nhân chủng học xã hội Melissa Leach lưu ý rằng nó "được xây dựng dựa trên lịch sử nổi tiếng về sự tha hóa tài nguyên thuộc địa và tân thuộc địa nhân danh môi trường".  Sự chiếm đoạt xanh là một hình thức chiếm đất cụ thể hơn, trong đó động cơ của việc lấy đất là vì lý do môi trường.  Sự chiếm đoạt xanh có thể được thực hiện để bảo tồn đa dạng sinh học hoặc các dịch vụ hệ sinh thái, buôn bán khí thải carbon hoặc cho du lịch sinh thái. Các nhóm bảo tồn có thể khuyến khích các thành viên của công chúng quyên góp tiền để "nuôi" một mẫu đất, hướng tới việc thu hồi đất. Các công ty tham gia vào hoạt động kinh doanh khí thải carbon có thể sử dụng mảng xanh để trồng cây — lượng carbon bù đắp sau đó có thể được bán hoặc trao đổi. Một chương trình, Giảm phát thải do mất rừng và suy thoái rừng (REDD +), bồi thường cho các công ty và quốc gia trong việc bảo tồn rừng, mặc dù định nghĩa về rừng cũng bao gồm trồng rừng bao gồm một loài cây duy nhất.
Sự chiếm đoạt xanh cũng có thể được thực hiện để sản xuất nhiên liệu sinh học. Các nỗ lực sản xuất nhiên liệu sinh học, do Hoa Kỳ và Liên minh châu Âu dẫn đầu, là động lực chính cho việc chiếm đất nói chung. Liên minh Đất đai Quốc tế tuyên bố rằng 59% diện tích đất chiếm được từ năm 2000 đến năm 2010 là do nhiên liệu sinh học.

## Địa điểm
Các chính phủ mắc nợ có thể đặc biệt dễ bị ảnh hưởng bởi các hoạt động chiếm đoạt xanh, vì họ có thể đồng ý tư nhân hóa và bán tài sản công để tránh phá sản. Việc chiếm đoạt xanh bao gồm những vùng đất rộng lớn gồm hàng nghìn hoặc hàng triệu ha. Việc chiếm đoạt xanh đã xảy ra ở Châu Phi, Châu Mỹ Latinh và Đông Nam Á.

## Tác nhân
Sự chiếm đoạt xanh hiện đại thường được thực hiện thông qua các liên minh giữa giới tinh hoa quốc gia, các cơ quan chính phủ và các tổ chức tư nhân. Ví dụ có thể bao gồm các tổ chức chính sách môi trường quốc tế, các tập đoàn đa quốc gia và các tổ chức phi chính phủ (NGO). Các tác nhân đa dạng này liên kết để đạt được các mục tiêu chung; ví dụ, các sáng kiến du lịch sinh thái có thể dẫn đến sự liên kết của các công ty du lịch, nhóm bảo tồn và chính phủ. Các nhóm bảo tồn cũng có thể liên kết với các nhóm quân sự hoặc bán quân sự để thực hiện các mục tiêu chung. Các tác nhân cũng có thể bao gồm các doanh nhân đang cố gắng thu lợi từ chủ nghĩa tư bản sinh thái, chẳng hạn như các công ty phát triển các dự án bù trừ carbon trong rừng, công ty than sinh học và doanh nghiệp dược phẩm.

## Liên lụy
Sự chiếm đoạt xanh có thể dẫn đến việc trục xuất các cộng đồng bản địa hoặc nông dân khỏi vùng đất mà họ sinh sống. Trong các trường hợp khác, việc sử dụng, thẩm quyền và quản lý các nguồn tài nguyên bị tái cấu trúc, có khả năng khiến người dân địa phương xa lánh. Các vụ sơ tán vì nhiên liệu sinh học dầu cọ đã dẫn đến việc di dời của hàng triệu người ở Indonesia, Papua New Guinea, Malaysia và Ấn Độ. Thực tiễn đã bị chỉ trích ở Brazil, nơi mà chính phủ gọi Johan Eliasch, người sáng lập của NGO Cool Earth, như là một "thực dân sinh thái".